# Матвейково (Лотошинский район)
Матвейково — деревня в Лотошинском районе Московской области России.
Относится к Ошейкинскому сельскому поселению, до реформы 2006 года относилась к Ушаковскому сельскому округу. По данным Всероссийской переписи 2010 года численность постоянного населения деревни составила 3 человека (2 мужчин, 1 женщина).

## География
Расположена на правом берегу реки Ламы, примерно в 13 км к юго-востоку от районного центра — посёлка городского типа Лотошино. Ближайшие населённые пункты — деревни Сологино, Шубино, Узорово и Телегино Волоколамского района.

## Исторические сведения
До 1929 года входила в состав Ошейкинской волости 2-го стана Волоколамского уезда Московской губернии.
По сведениям 1859 года Матвейково — сельцо при реке Ламе, в 19 верстах от уездного города, с 13 дворами и 162 жителями (82 мужчины и 80 женщин), по данным на 1890 год в деревне находилось земское училище, число душ мужского пола составляло 63.
По материалам Всесоюзной переписи населения 1926 года в деревне проживало 280 человек (122 мужчины и 158 женщин), насчитывалось 51 хозяйство, имелась школа, располагался сельсовет.

## Население
| 1852 | 1859 | 1926 | 2002 | 2006 | 2010 |
| ---- | ---- | ---- | ---- | ---- | ---- |
| 162  | →162 | ↗280 | ↘2   | ↘1   | ↗3   |